# جنيفر ماريا سيم
جنيفر ماريا سيم (7 ديسمبر 1972 - 2 أبريل 2001) ممثلة أمريكية ومساعد شخصي.

## بدايتها و حياتها المهنية
وُلدت سيم في بيكو ريفيرا، كاليفورنيا، حيث عاشت طوال الثمانية عشر عامًا الأولى من حياتها. بعد فترة وجيزة من الانتقال إلى لوس أنجلوس، حصلت على وظيفة وعملت لدى المخرج ديفيد لينش. كان لدى سيم بعض الأدوار السينمائية البسيطة، بما في ذلك جزء من Lynch's Lost Highway. وانضمت لاحقًا إلى طاقم music label. مما كانت أيضًا مساعدة شخصية لديف نافارو من إدمان جين، وفي وقت لاحق، ريد هوت تشيلي بيبرز.
في 24 ديسمبر 1999، أنجبت سيم في الشهر الثامن من الحمل، طفلتها آفا آرتشر سيم ريفز مع الممثل كيانو ريفز. ولدت الطفلة ميتة. أدى الحزن المتزايد على فقدان طفلتهما آفا إلى انفصالهما بعد أسابيع من الحادت.

## الوفاة
في 1 أبريل 2001، حضرت سيم حفلة في منزل الموسيقي مارلين مانسون. بعد أن قادت إلى المنزل قبل وقت قصير من الفجر، غادرت منزلها، وتفيد التقارير أنها عادت إلى الحفلة. في صباح 2 أبريل 2001، قادت سيم سيارتها جيب جراند شيروكي 1999 نحو صف من السيارات المتوقفة في شارع كوانغا في لوس أنجلوس. تم إخراجها جزئيًا من السيارة وتوفيت على الفور. نذاك كان عمر سيم 28 سنة. تم دفن سيم بجوار ابنتها في مقبرة ويستوود فيليدج بارك في لوس أنجلوس.

## أعمالها

### التمثيل
- الطريق السريع المفقود (1997) - Junkie Girl
- Ellie Parker (2001) - Casting Chick (فيلم قصير)
- Ellie Parker (2005) - Casting Chick)

### مساعد إنتاج
- Hotel Room (الموسم الأول، 1993)
- الطريق السريع المفقود (1997)

## روابط خارجية
- جنيفر ماريا سيم على موقع IMDb (الإنجليزية)
- جنيفر ماريا سيم على موقع ألو سيني (الفرنسية)
- جنيفر ماريا سيم على موقع أول موفي (الإنجليزية)
- جنيفر ماريا سيم على موقع قاعدة بيانات الأفلام السويدية (السويدية)
- جنيفر ماريا سيم على موقع قاعدة بيانات الفيلم (الإنجليزية)
- جنيفر ماريا سيم على موقع كينوبويسك (الروسية)

- جنيفر ماريا سيم في قاعدة بيانات الأفلام على الإنترنت
- جنيفر ماريا سيم على موقع فايند أغريف